# Billerbeck

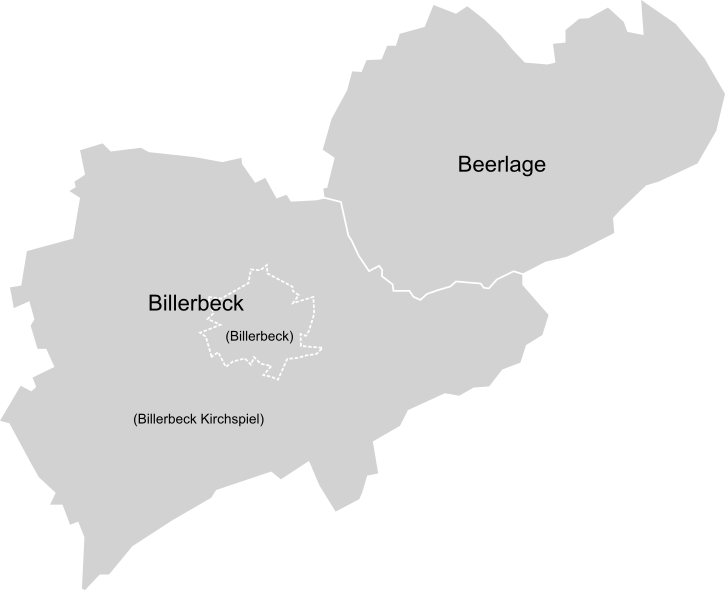
Billerbecker Ortsteile

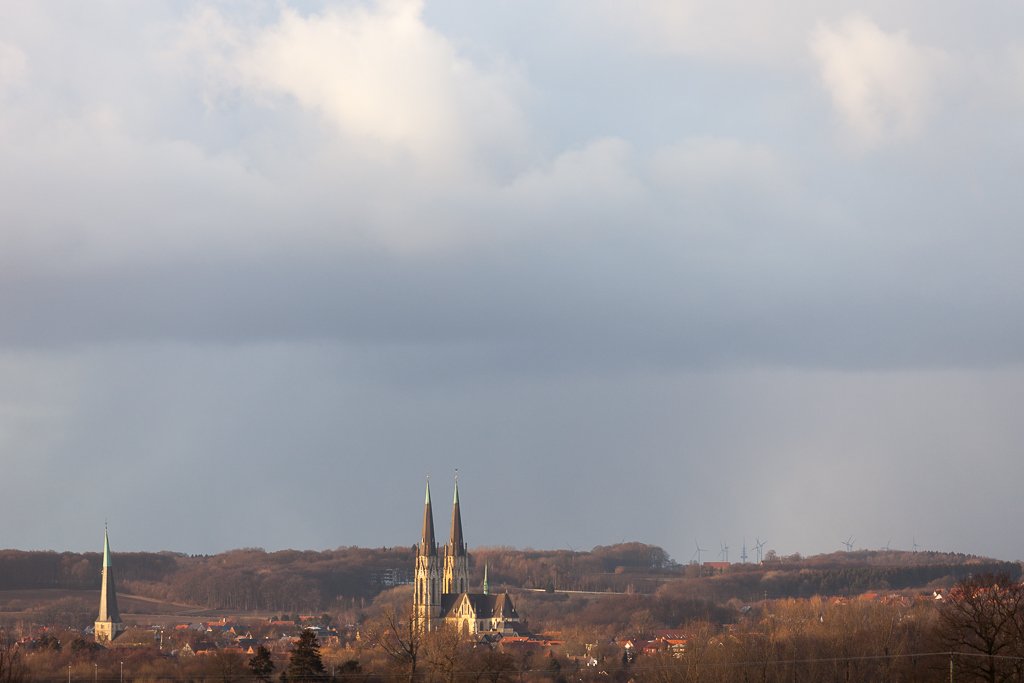
Billerbeck, Ludgerus-Dom und Johannis-Kirche, 2012

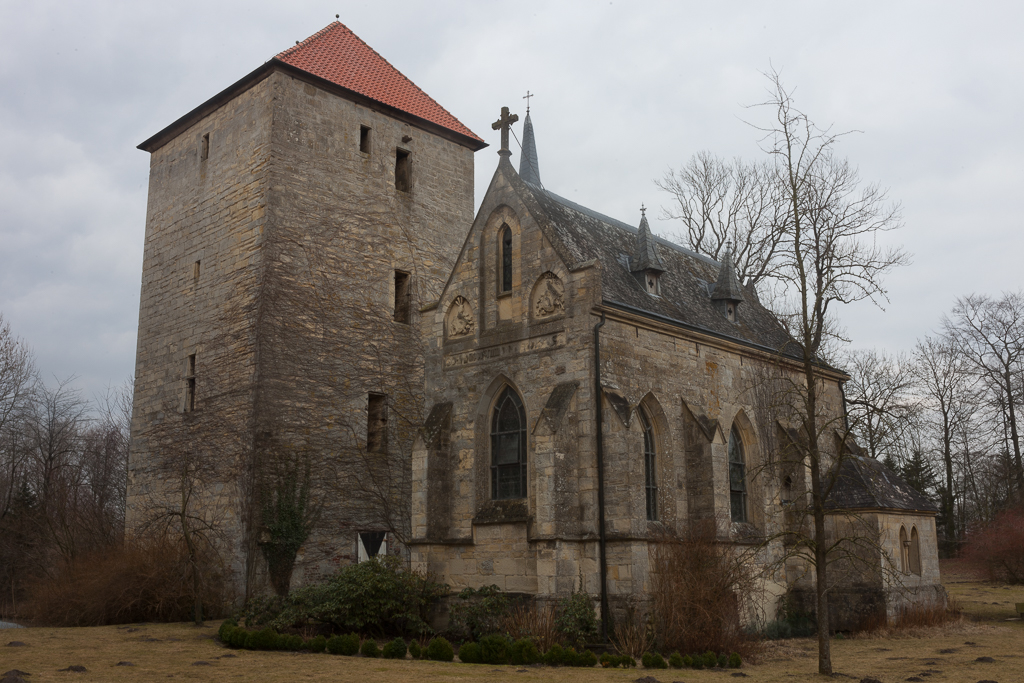
Haus Hameren, Kapelle, 2012

Billerbeck (plattdeutsch Billerbiek) ist eine Stadt im Kreis Coesfeld in Nordrhein-Westfalen. Billerbeck ist ein staatlich anerkannter Erholungsort.

## Geographie
Billerbeck grenzt an Rosendahl, Laer, Altenberge, Havixbeck, Nottuln und Coesfeld.

## Stadtgliederung
- Stadt Billerbeck,
- Kirchspiel Billerbeck (Gemeinde bis 1969)
- Beerlage (Gemeinde bis 1969)

## Geschichte
Der heilige Liudger starb am 26. März 809 bei Billerbeck. Um 1234 wurde die Johannis-Kirche gebaut.
Durch Bischof Otto III. von Rietberg erhielt Billerbeck am 18. Februar 1302 Stadtrechte.
Die Täufer setzten die Stadt 1548 in Brand und 1589 wurde sie von 500 holländischen Reitern aus Lochem überfallen.
Von 1802 bis 1815 gehörte Billerbeck zum Kaiserreich Frankreich und fiel 1815 an Preußen.
Die Dampfmolkerei Billerbeck wurde 1884 gegründet. 1891 wurde das Rathaus gebaut und in den Jahren 1892 bis 1898 die Propsteikirche St. Ludgerus.
Zum Ende des Zweiten Weltkrieges zogen am 30. März 1945 amerikanische Truppen ein.
Die Freilichtbühne wurde 1950 gegründet.

### Eingemeindungen
Am 1. Juli 1969 wurden die Bauerschaften Alstätte, Bockelsdorf, Bombeck, Dörholt, Gantweg, Gerleve, Hamern, Lutum, Osthellen, Osthellermark und Westhellen (alle ehemalige Gemeinde Kirchspiel Billerbeck), Aulendorf, Esking, Langenhorst und Temming (alle ehemalige Gemeinde Beerlage) eingegliedert.

## Politik

### Gemeinderat
Die 26 Sitze des Stadtrates sind seit der Kommunalwahl vom 13. September 2020 wie folgt auf die einzelnen Parteien und Wählergruppen verteilt:
- CDU 12 Sitze
- Grüne 6 Sitze
- SPD 5 Sitze
- FDP 2 Sitze
- Familienpartei: 1 Sitz

### Ergebnisse der Kommunalwahlen ab 1975
In der Liste werden nur Parteien und Wählergemeinschaften aufgeführt, die mindestens 1,95 Prozent der Stimmen bei der jeweiligen Wahl erhalten haben.
| Jahr | CDU  | SPD  | Grüne 1 | FDP   | Familie 2 | Zentrum |
| ---- | ---- | ---- | ------- | ----- | --------- | ------- |
| 1975 | 58,5 | 15,4 |         | 8,7   |           | 17,4    |
| 1979 | 47,5 | 22,5 |         | 4,3   |           | 25,8    |
| 1984 | 45,3 | 20,8 | 007,42  | 07,42 |           | 19,0    |
| 1989 | 37,7 | 27,7 | 08,0    | 8,4   |           | 18,2    |
| 1994 | 46,2 | 37,1 | 08,7    | 8,0   |           |         |
| 1999 | 52,4 | 37,5 | 05,7    | 4,4   |           |         |
| 2004 | 53,3 | 37,3 | 09,5    |       |           |         |
| 2009 | 46,9 | 27,2 | 13,6    | 9,7   | 2,6       |         |
| 2014 | 43,6 | 27,2 | 19,7    | 5,4   | 4,1       |         |
| 2020 | 47,0 | 17,8 | 24,8    | 5,8   | 4,6       |         |

Fußnoten

### Parteien
Es existieren Stadt- bzw. Ortsverbände von CDU, SPD, FDP, Bündnis 90/Die Grünen und der Familienpartei.

### Stadtoberhäupter
| Zeitraum  | Titel                                       | Name                        |
| --------- | ------------------------------------------- | --------------------------- |
| 1812–1816 | Maire                                       | Arnold Coermann             |
| 1816–1853 | Bürgermeister                               | Caspar Coermann             |
| 1835–1872 | Bürgermeister (später Amtmann)              | Carl Massonneau             |
| 1872–1906 | Ehrenamtmann                                | August Freiherr von Twickel |
| 1907–1939 | Ehrenamtmann (seit 1927 Ehrenbürgermeister) | Ludger Freiherr von Twickel |
| 1939–1945 | Amtsbürgermeister                           | Ernst Böcker                |
| 1945–1946 | Amtsdirektor                                | Heinrich Fasse              |

Nach dem Zweiten Weltkrieg wurden die Gemeinderäte durch die britische Militärregierung ernannt. Am 15. September 1946 fanden die ersten freien Kommunalwahlen nach dem Krieg statt.
| Zeitraum  | Name                 | Beruf    |
| --------- | -------------------- | -------- |
| 1946–1948 | Ludger Leiers        | Zahnarzt |
| 1948–1950 | Bernhard Huesmann    | Organist |
| 1950–1961 | Bernhard Gehltomholt | Landwirt |
| 1961–1969 | Heinrich Mühlenkamp  | Landwirt |

Liste der Gemeindevorsteher/Bürgermeister in den drei ehem. amtsangehörigen Gemeinden
| Zeitraum  | Name                   | Beruf        |
| --------- | ---------------------- | ------------ |
| 1900–1930 | Anton Weitkamp-Neuhaus | Gutsbesitzer |
| 1930–1939 | Wilhelm Serges         | Gutsbesitzer |
| 1939–1945 | Ludger Pohlmann        | Landwirt     |
| 1946–1948 | Franz Wichmann         | Bauer        |
| 1948–1952 | Bernhard Reinert       | Bauer        |
| 1952–1964 | Franz Wichmann         | Bauer        |
| 1964–1969 | Heinrich Brinkmann     | Bauer        |

| Zeitraum  | Name                    | Beruf                      |
| --------- | ----------------------- | -------------------------- |
| 1894–1908 | Bernhard Große Enking   | Gutsbesitzer               |
| 1908–1919 | Max Greving             | Gutsbesitzer               |
| 1919–1933 | Heinrich Gerleve-Auling | Gutsbesitzer               |
| 1933–1935 | Gerhard Idelmann        | Lehrer                     |
| 1935–1945 | Josef Beckbauer         | Bauer                      |
| 1946–1957 | Ludger Bäumer           | Landwirt                   |
| 1957–1969 | Anton Holtkamp          | Zimmermeister und Gastwirt |

| Zeitraum  | Name              | Beruf             |
| --------- | ----------------- | ----------------- |
| 1873–1907 | Theodor Kerkhoff  | Rentner           |
| 1907–1908 | Josef Thomas      | Leinenfabrikant   |
| 1908–1919 | Adolf Rave        | Apothekenbesitzer |
| 1924–1933 | Josef Averbeck    | Sägewerksbesitzer |
| 1934–1945 | Karl Knüppel      | Buchhändler       |
| 1946–1948 | Hubert Reiling    | Organist          |
| 1948–1949 | Anton Averhoff    | Bauunternehmer    |
| 1949–1951 | Joh. Holtkamp     | Lehrer i. R.      |
| 1951–1956 | Ludger Wesseling  | Kaufmann          |
| 1956–1961 | Josef Messing     | Justizsekretär    |
| 1961–1973 | Werner Brockamp   | Kürschnermeister  |
| 1973–1979 | Bernhard Westphal | Realschuldirektor |
| 1979–1999 | Hermann Kemper    | Bäckermeister     |

| Zeitraum  | Titel                                  | Name                |
| --------- | -------------------------------------- | ------------------- |
| 1947–1959 | Amtsdirektor                           | Heinrich Elkmann    |
| 1959–1966 | Amtsdirektor                           | Heinrich Weißenberg |
| 1966–1978 | Amtsdirektor (seit 1969 Stadtdirektor) | Georg Lanfer        |
| 1978–1987 | Stadtdirektor                          | Joachim Pott        |
| 1987–1999 | Stadtdirektor                          | Harald Koch         |

1999 wurde das Amt des Bürgermeisters mit dem des Stadtdirektors zusammengelegt.
| Zeitraum  | Name         |
| --------- | ------------ |
| 1999–2004 | Harald Koch  |
| seit 2004 | Marion Dirks |

Aktuelle Bürgermeisterin
Bürgermeisterin ist seit der Kommunalwahl im Jahr 2004 Marion Dirks (parteilos). Damit steht zum ersten Mal in der Stadtgeschichte eine Frau an der Spitze.

### Wappen, Banner und Flagge
Der Stadt ist mit Urkunde der Bezirksregierung Münster vom 11. November 1970 das Recht zur Führung eines Wappens, einer Flagge und eines Banners verliehen worden.

Wappen
Banner
Flagge
Wappen des ehem. Amtes Billerbeck
Wappen der ehem. Gemeinde Kirchspiel Billerbeck
Wappen der ehem. Gemeinde Beerlage

#### Wappen
Blasonierung: „In Blau drei schrägrechte silberne Wellenbalken.“
Das Stadtwappen ist auf die Inhaber des bischöflichen Amthofes Billerbeck zurückzuführen, die gleichzeitig Stadtrichter waren. Es zeigt als „redendes Wappen“ drei nach links laufende Silberbäche auf blauem Schilde und hat Ähnlichkeit mit dem Wappen der ebenfalls aus einem bischöflichen Amthof hervorgegangenen Stadt Beckum. Vielleicht nimmt es Bezug auf die drei in der Stadt befindlichen Bäche Berkel, Haulingbach und Lilienbeck. Kurioserweise gibt es am Rathaus der Stadt vom Ende des 19. Jahrhunderts ein Sandsteinwappen über einem der Fenster, in dem die Flüsse nicht von links oben nach rechts unten, sondern von rechts oben nach links unten fließen. Dieselbe Fließrichtung hat auch ein hinterleuchtetes Wappen mit dem Antlitz des heiligen Liudger in der Billerbecker Stadtsparkasse (jetzt Filiale der Sparkasse Westmünsterland).

#### Banner und Flagge
Beschreibung des Banners: „Das Banner ist in drei Bahnen im Verhältnis 1 : 3 : 1 von Blau zu Weiß zu Blau längsgestreift und zeigt in der oberen Hälfte der mittleren Bahn das Stadtwappen im Schild.“
Beschreibung der Flagge: „Die Flagge (Hissflagge) ist in drei Bahnen im Verhältnis 1 : 3 : 1 von Blau zu Weiß zu Blau quergestreift und zeigt in der Mitte der mittleren Bahn das Stadtwappen im Schild.“

### Partnerstädte
- seit 1983 Englewood (Ohio, USA)[13]
- seit 2017 Iecava (Lettland)[14]
- seit 2017 Erquinghem-Lys (Frankreich)[13]
- seit 2023 Malyn (Ukraine)[13]

### Ehemalige Partnerstadt
- von 1966 bis 1994 Lochem (Niederlande)[15]

## Kultur und Sehenswürdigkeiten

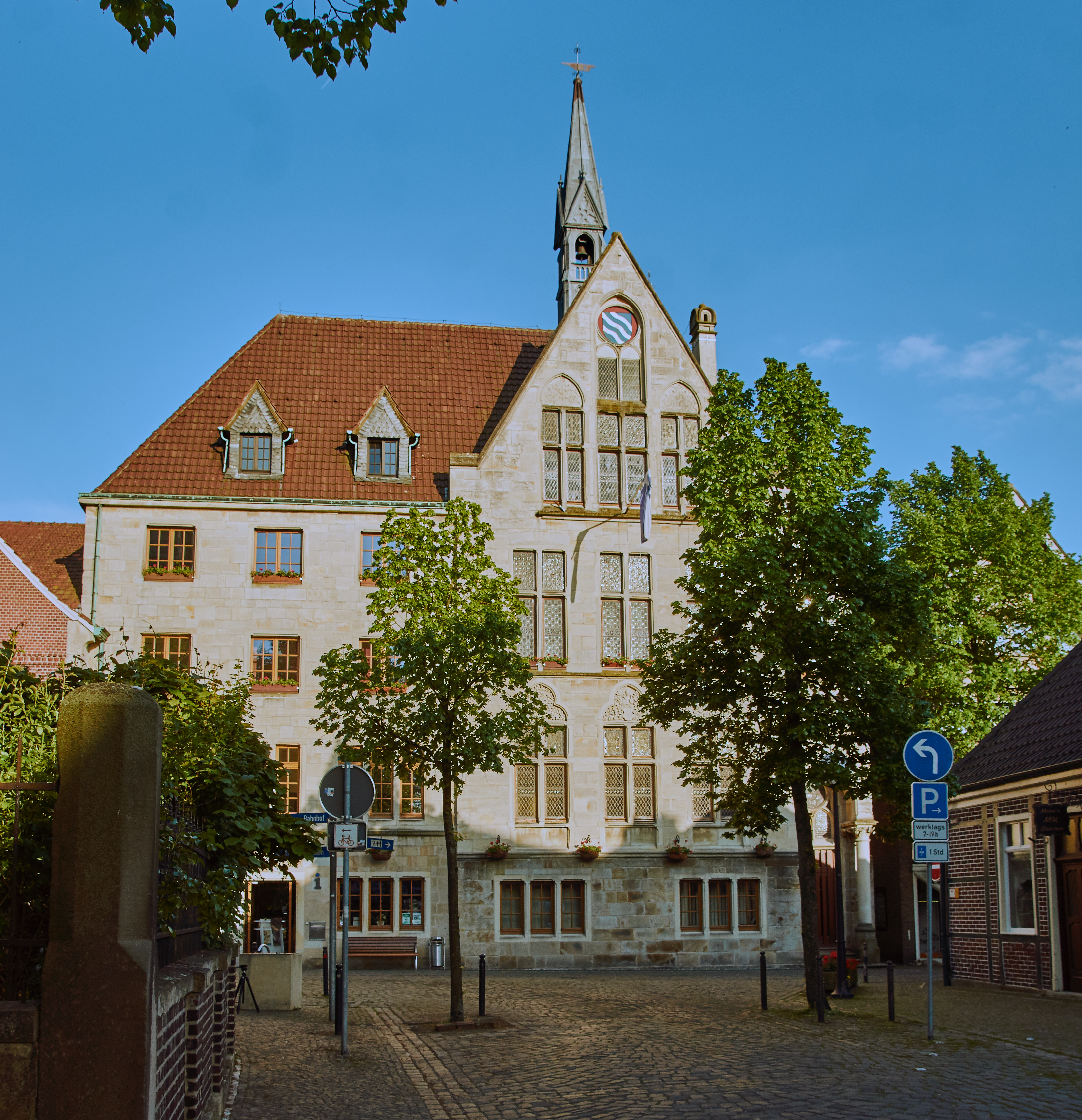
Rathaus Billerbeck

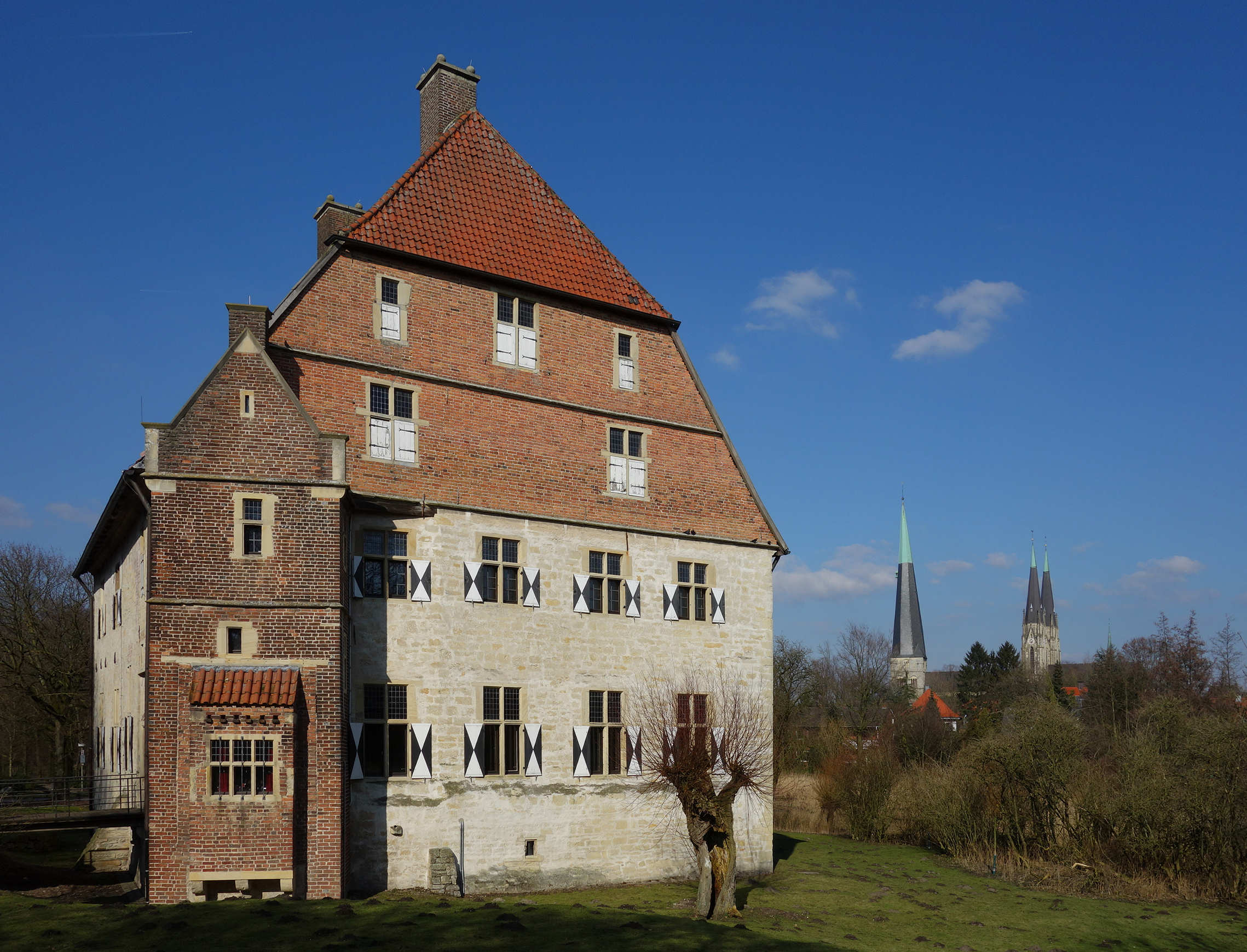
Kolvenburg in Billerbeck mit Johanniskirche und Ludgerus-Dom

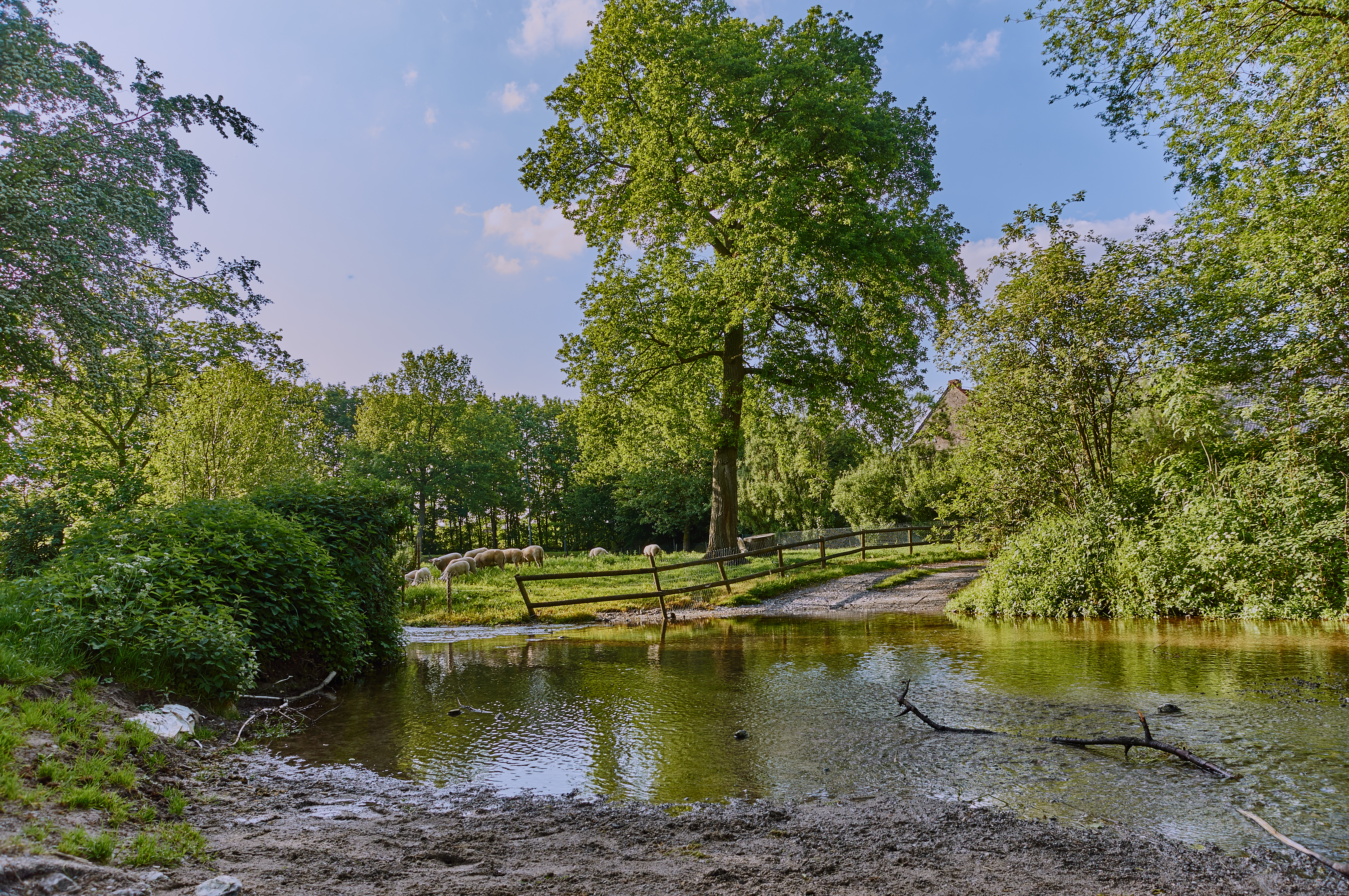
Die alte Berkelfurt an der historischen Badeanstalt

### Bauwerke
- Propsteikirche St. Ludgerus (Ludgerus-Dom)
- Katholische Pfarrkirche St. Johannes der Täufer (Johanniskirche)
- Rathaus, Markt 1. Der neugotische, mit Sandsteinquadern verblendete Bau wurde 1891 von Hilger Hertel errichtet und 1948/49 erweitert.
- Richthof
- Archidiakonat (zuständig für Billerbeck Darfeld und Holthausen), Johanniskirchplatz 11. Ältester Teil des L-förmigen Bauwerkes bildet ein um 1500 entstandenes Steinwerk.[16] Es wurde später in den 1679 erstellten Neubau einbezogen.
- Die Innenstadt von Billerbeck weist bis heute eine größere Zahl historischer Wohnbauten auf. Die ältesten befinden sich in der Münsterstraße und am Johanniskirchplatz. Bedeutendster Profanbau ist das so genannte Haus Beckebans, Münsterstraße 6, das um 1570 errichtet und ab 1972 umfassend restauriert wurde.[17] Es zeichnet sich durch einen Dreistaffelgiebel aus, der von Muschelaufsätzen bekrönt wird. Zu dem Anwesen gehörten die unmittelbar nebenan befindlichen Häuser Nr. 4 und Nr. 8, die ebenfalls noch aus dieser Zeit stammen dürften. Ersteres präsentiert sich als eingeschossiges Traufenhaus mit Treppengiebel, während die Front von Nr. 8 im 19. Jahrhundert erneuert wurde. Im Inneren von Münsterstraße 16 (wohl spätes 16. Jh.) befindet sich ein Kamin von 1693, der mit Roll- und Beschlagwerk verziert ist.[18] Von Münsterstraße 25 blieb lediglich das Hinterhaus aus dem 16. Jahrhundert erhalten.[19] Das zugehörige Vorderhaus ist nicht mehr vorhanden.
- Eine geschlossene Kirchplatzbebauung mit einfachen Fachwerkbauten (Speicherhäuschen) befindet sich im Umkreis der St.-Johannis-Kirche. Die ältesten Häuser sind im Kern noch spätmittelalterlich, wurden aber mehrfach umgebaut. So wird Johanniskirchplatz 2 dendrochronologisch auf das Jahr 1513 datiert, das Speicherhaus mit der Hausnummer 6–7 stammt im Kern von 1492 und wurde 1616 erweitert.
- Abtei Gerleve
- Haus Hameren (Inh.: Baron Degenhard von Twickel zu Hameren)
- Haus Runde
- Ludgerus-Brunnen
- Marienkapelle Aulendorf
- Evangelisches Kirchenzentrum „Vom Guten Hirten“ (seit 1974, davor „Notkirche“)[20]
- Kulturzentrum Alte Landwirtschaftsschule
- Ludgerus-Stift mit der Stiftskapelle

### Theater
Im Jahre 1950 wurde von den Billerbecker Bürgern Alex Hesselmann und Bernhard Engbers die Freilichtbühne Billerbeck gegründet. Der Lehrer Stephan Rüter, der auch die Freilichtbühne Coesfeld betreute, war hier aktiv. Alljährlich werden im Sommer auf der großen Naturbühne ein Kinder- und ein Erwachsenenstück gespielt, hinzu kommen zahlreiche Gastproduktionen. Im Winter finden jährlich ein Kinderstück sowie ein Studiostück für Erwachsene statt.

### Freibad
Das denkmalgeschützte Freibad wurde am 3. Juli 1960 eröffnet. Es ist beheizt und hat eine Beckengröße von 50 × 18 m, ein Springerbecken und ein beschattetes Kinderbecken. Das Freibad ist ausgestattet mit Startblöcken, einem Ein-Meter-Sprungbrett, einem Dreimeterturm und einer Rutsche. Außerhalb des Wassers gibt es eine große Liegewiese mit einigen kostenlosen Liegen, Fußball- und Beachvolleyball-Plätzen.

### Alte Badeanstalt
Vom 20. Juli 1924 bis 1960 gab es in der Nähe der Berkelquelle bereits eine Badeanstalt in Billerbeck. Diese wurde zugunsten des neuen Freibades in einen Angelteich umgewandelt. Die Führung des Bades hatte der 1923 gegründete Schwimmverein.

### Skateboardanlage
Die Skateboardanlage, ein ehemaliges Regenrückhaltebecken, am Helker Berg gehört zu den größten im Münsterland und liegt im Sport- und Freizeitzentrum der Stadt.

### Museen
Die Kolvenburg besteht aus Bauteilen des 15. und 16. Jahrhunderts. Das Herrenhaus mit seinem auffallenden Krüppelwalmdach wird als typischer Wohnsitz des niederen Adels im Münsterland ausgewiesen. Heute befindet sich hier das Kulturzentrum des Kreises Coesfeld mit wechselnden Ausstellungen.

### Parks
- Berkel-Auen mit Berkelquellteichen, historischer Badeanstalt und Wassertretbecken
- Freizeit- und Sportzentrum Helker Berg
- Ferienpark Baumberge (rustikale Ferienhäuser-Siedlung, teils auf Nottulner Gebiet)

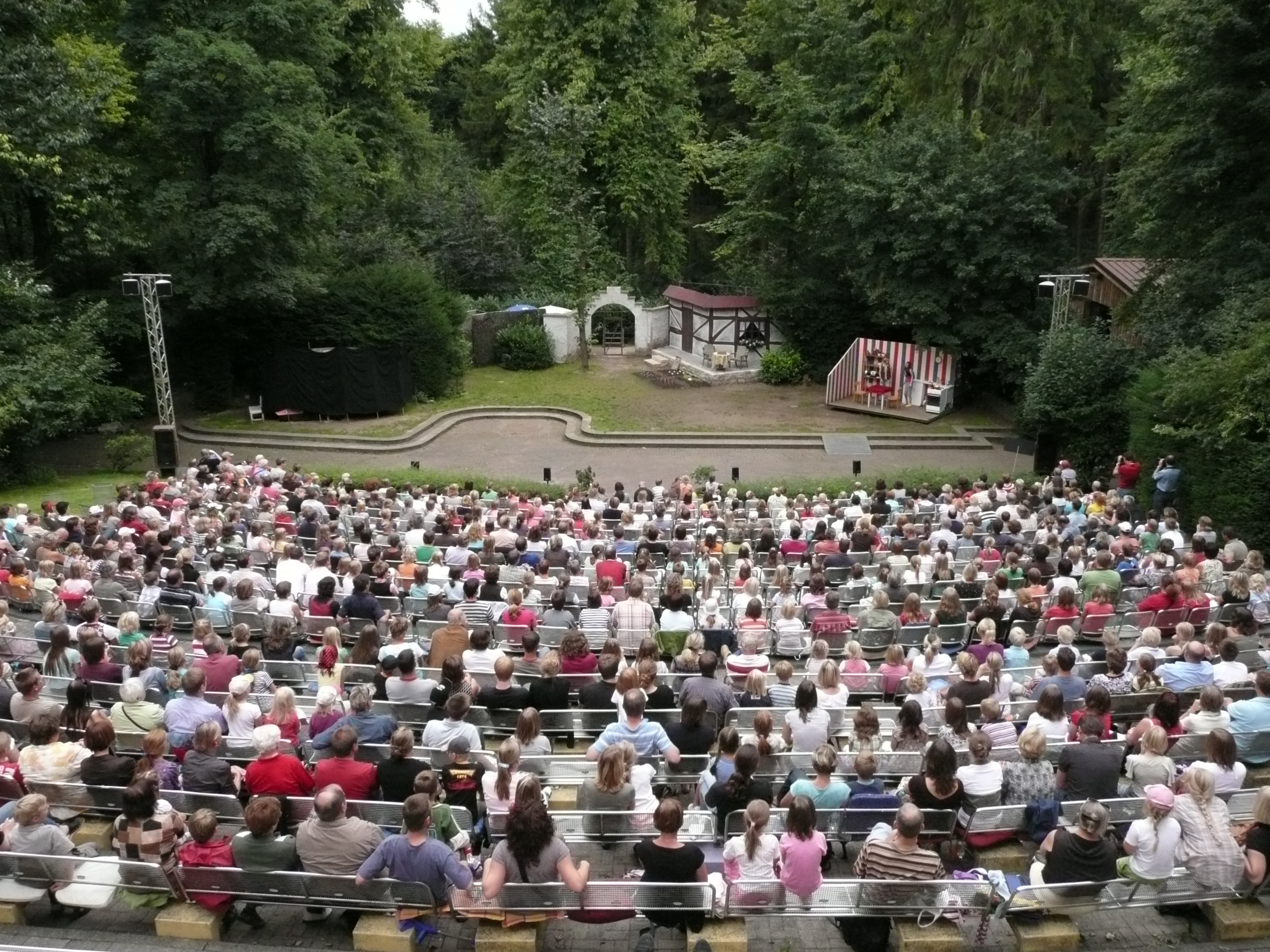
Die Wilden Hühner (Cornelia Funke) 2008 auf der Freilichtbühne Billerbeck
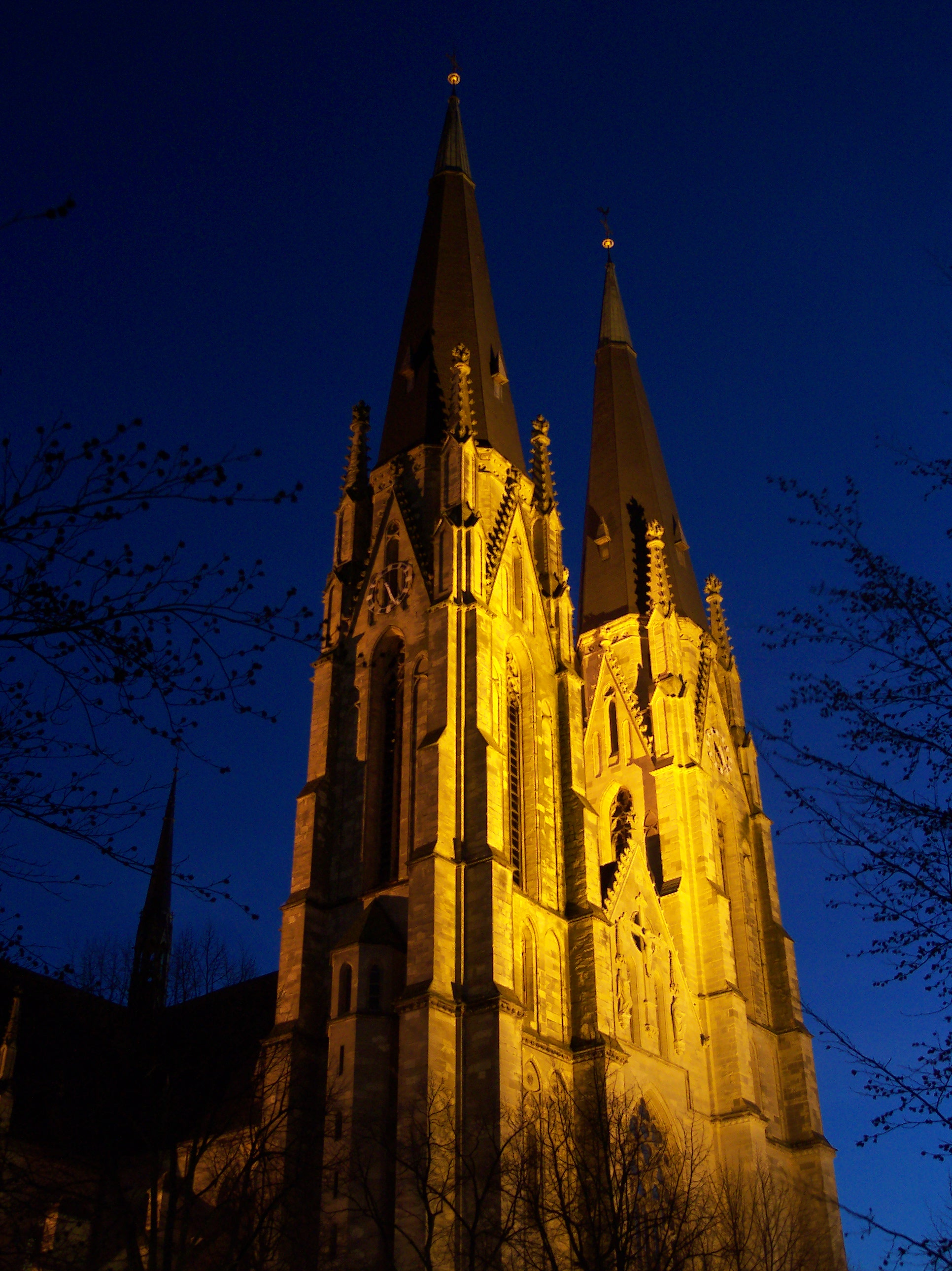
Billerbecker Ludgerus-Dom
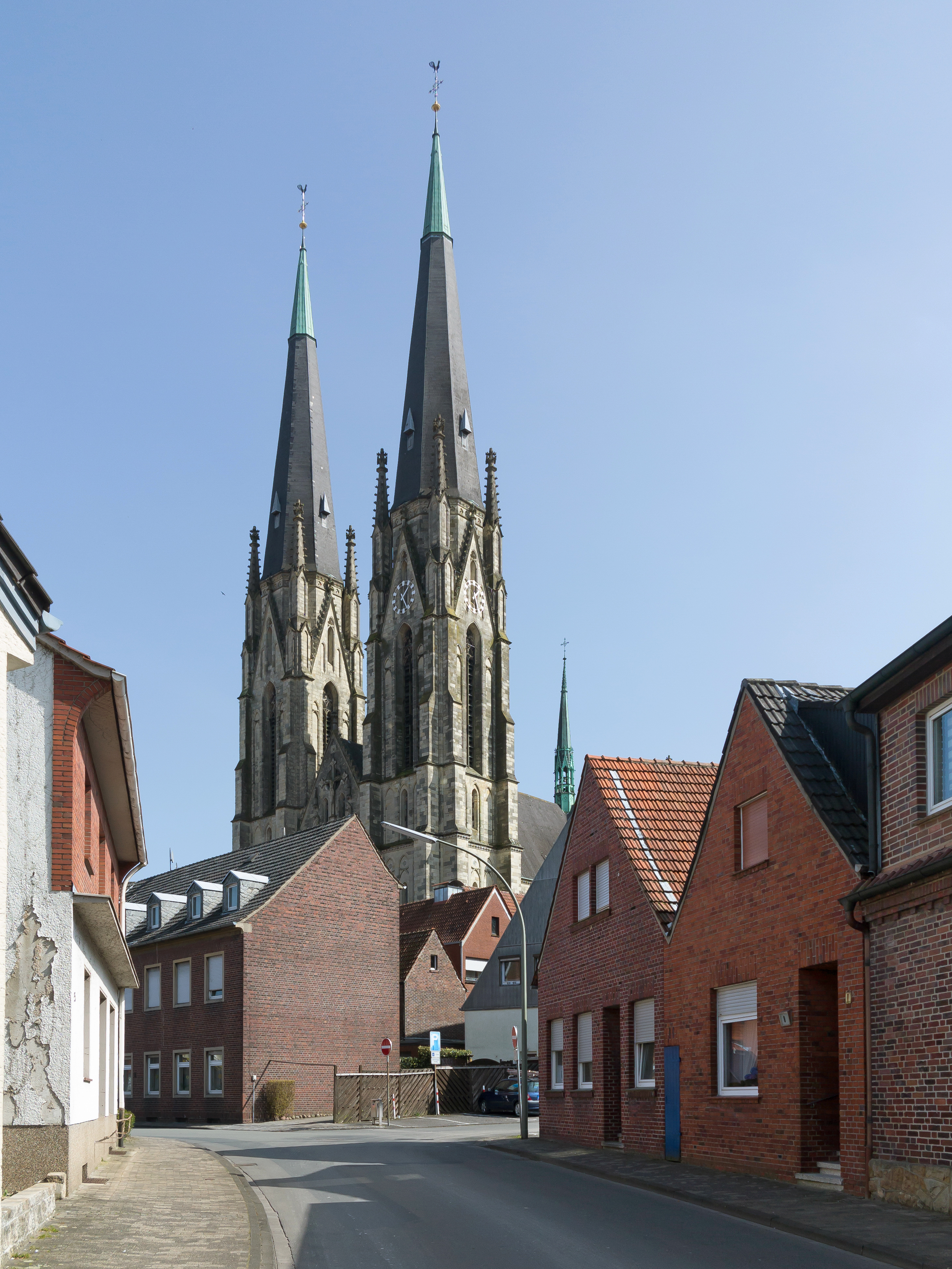
Propstei- und Wallfahrtskirche Sankt Ludgerus
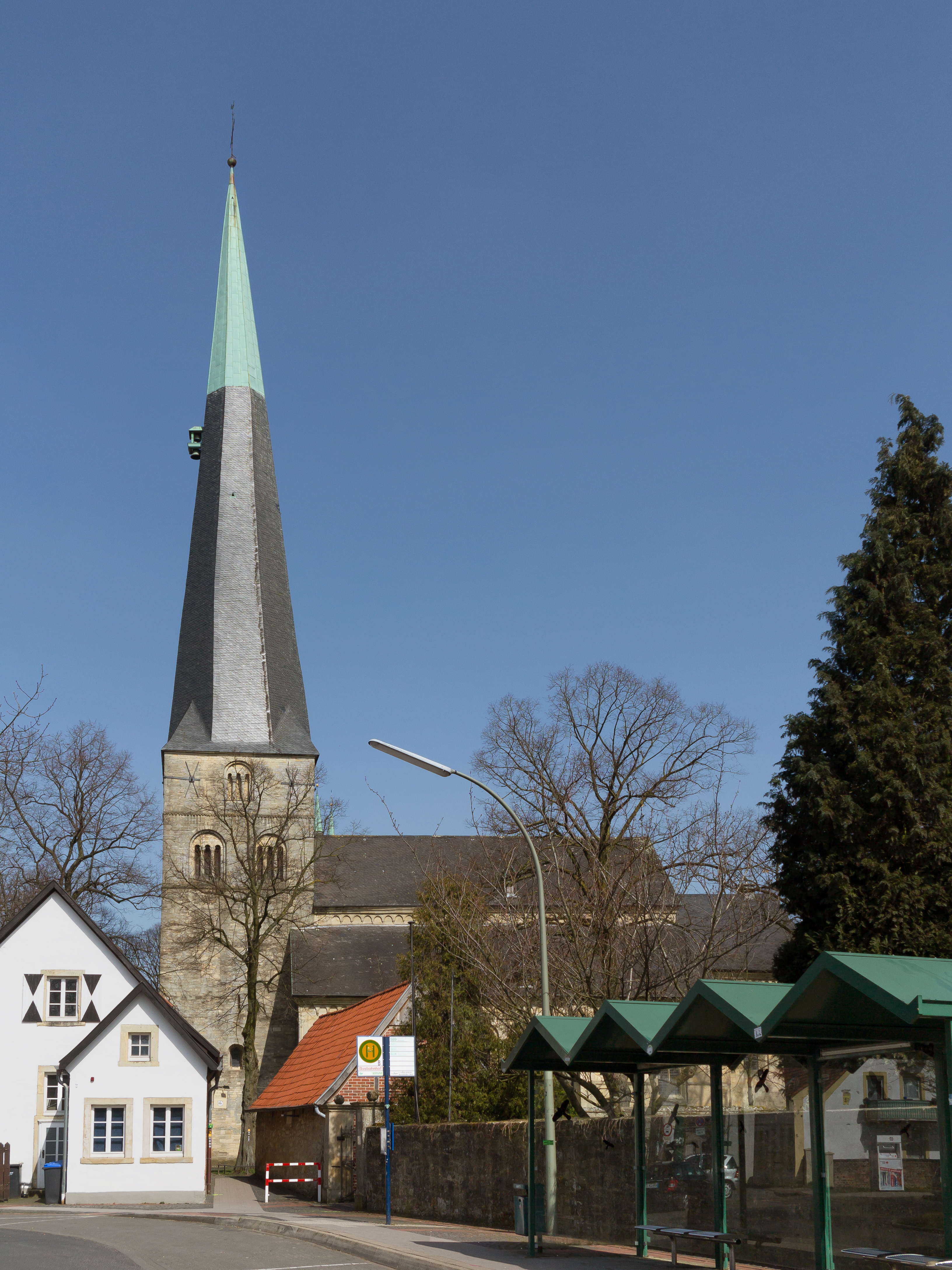
Johanniskirche
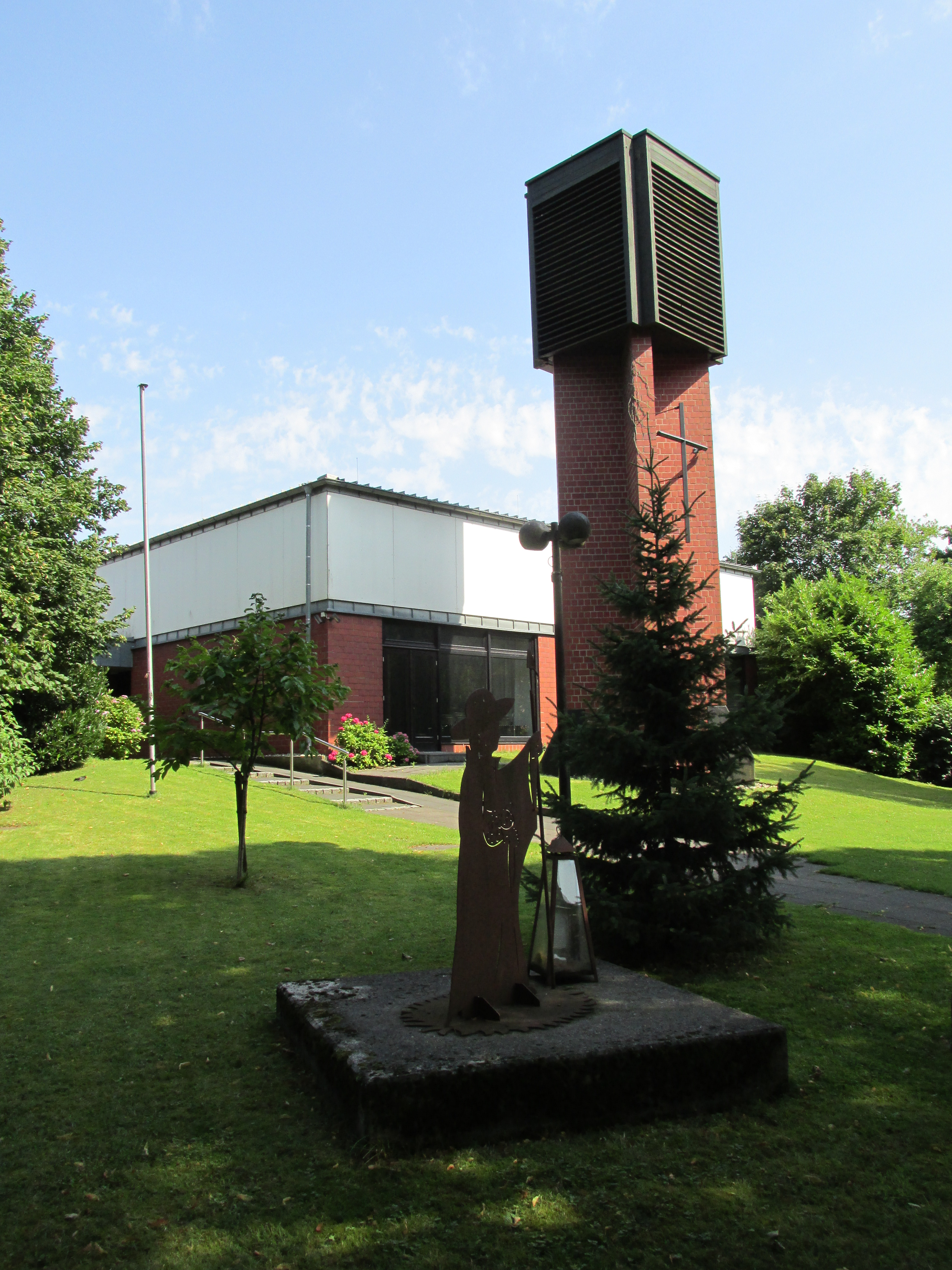
Evangelisches Kirchenzentrum „Vom Guten Hirten“
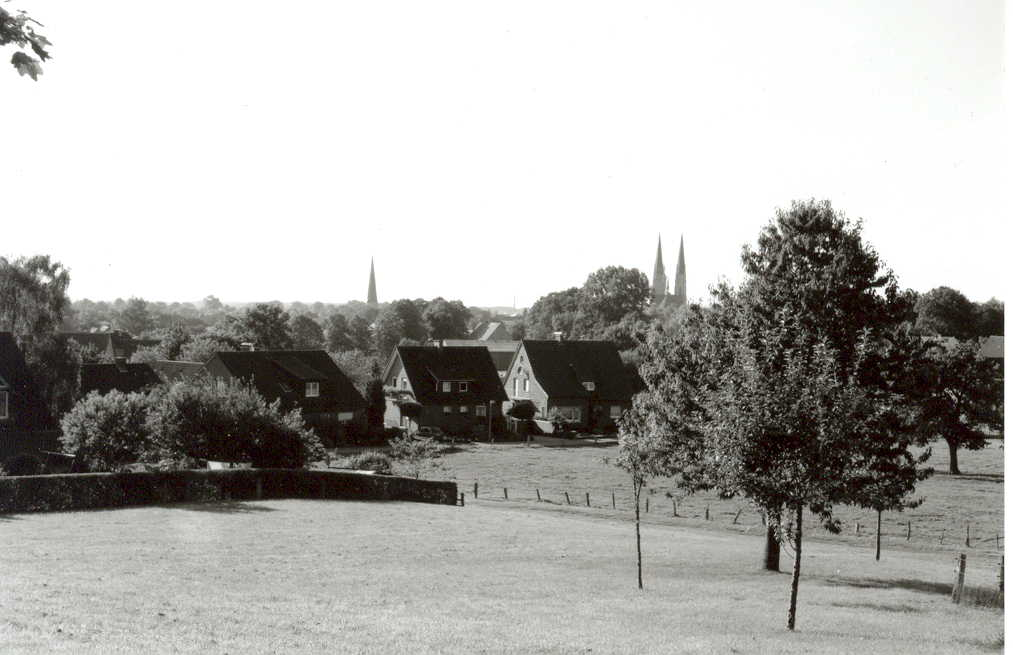
Stadtansicht von Süden
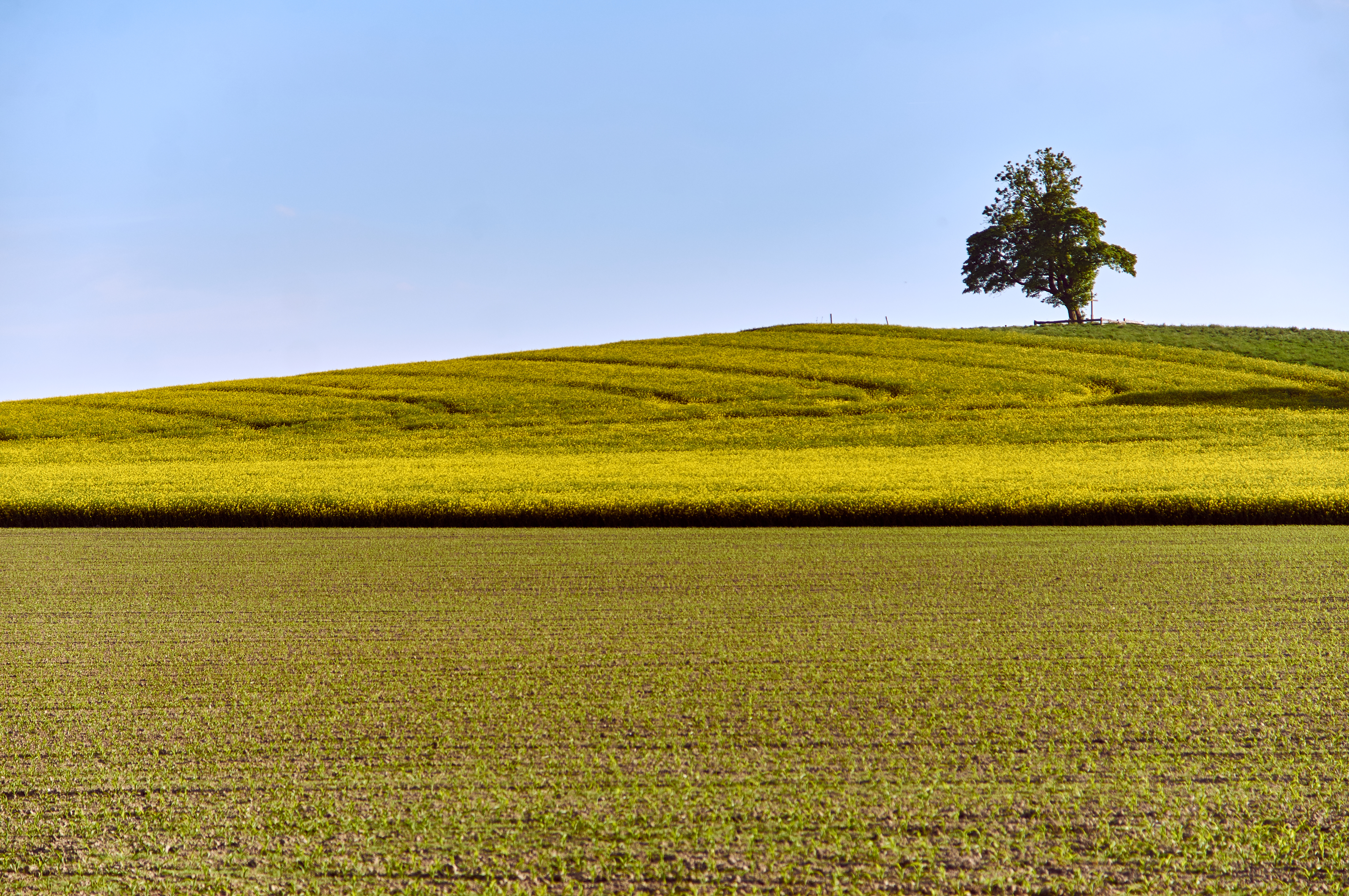
Möllerings Hügel
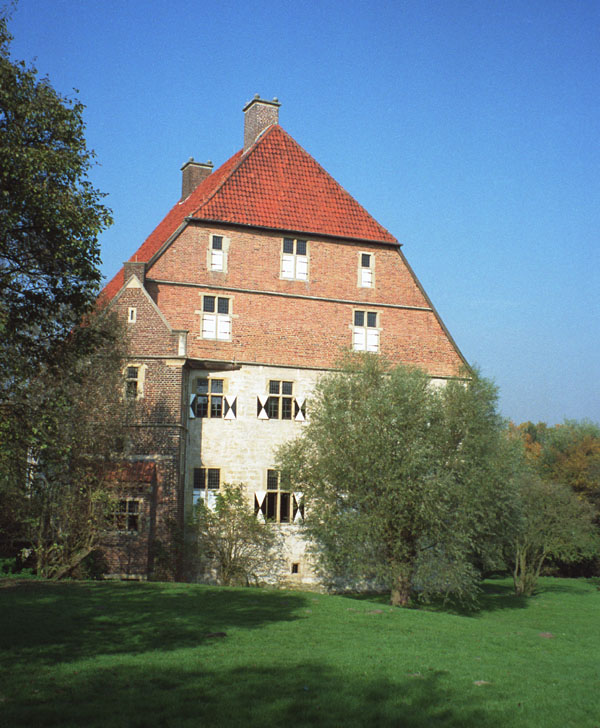
Kolvenburg
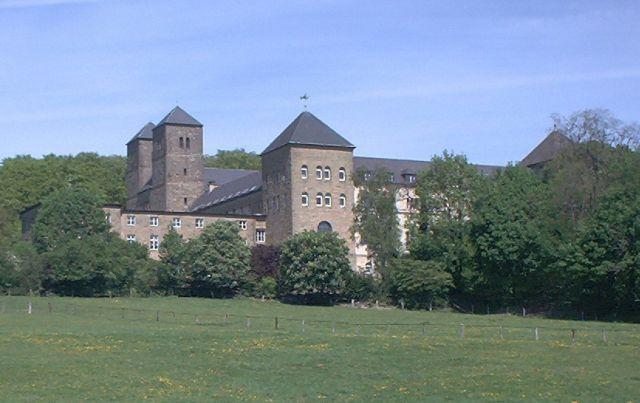
Abtei Gerleve
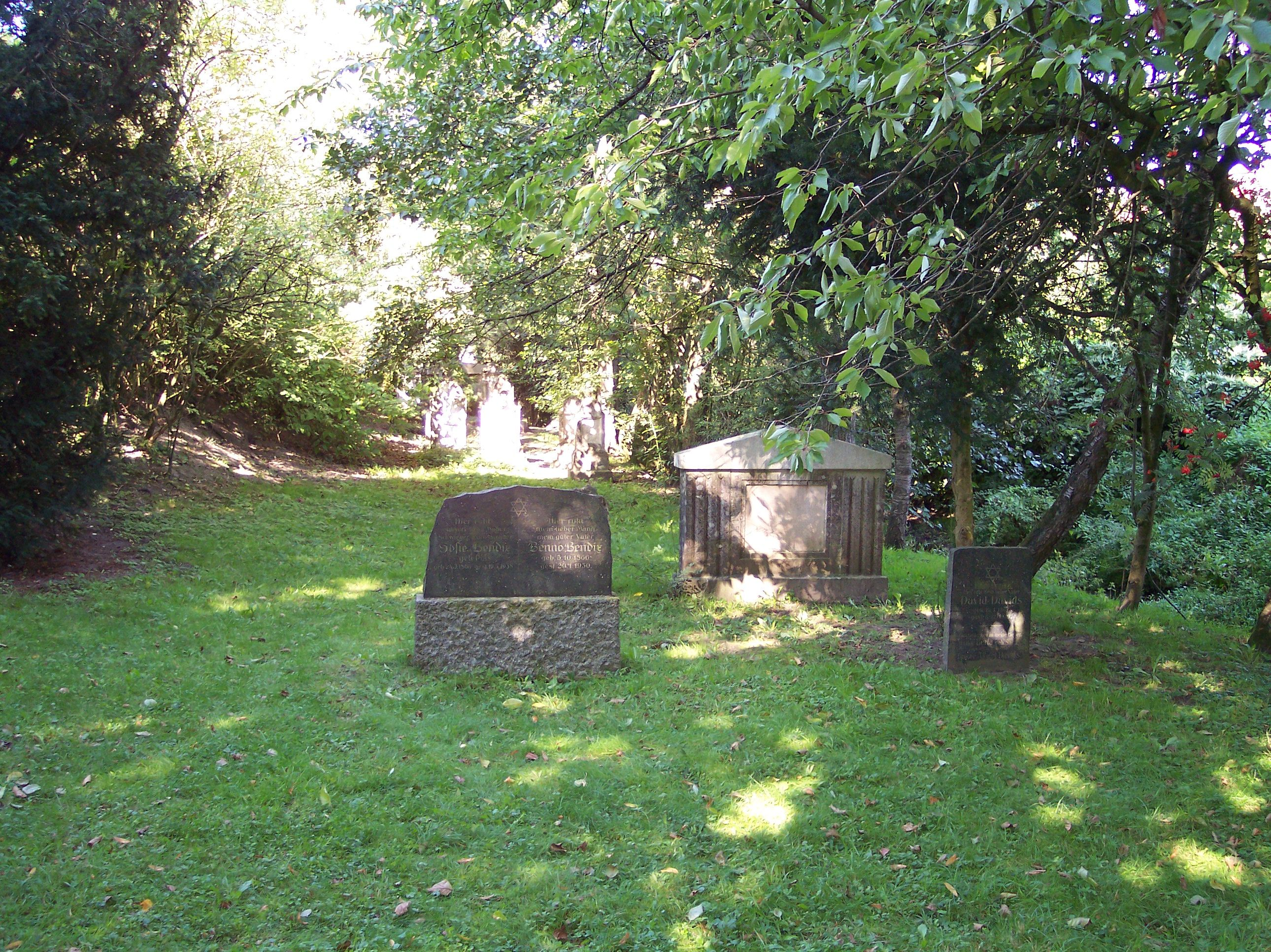
Jüdischer Friedhof

## Wirtschaft und Infrastruktur

### Verkehr

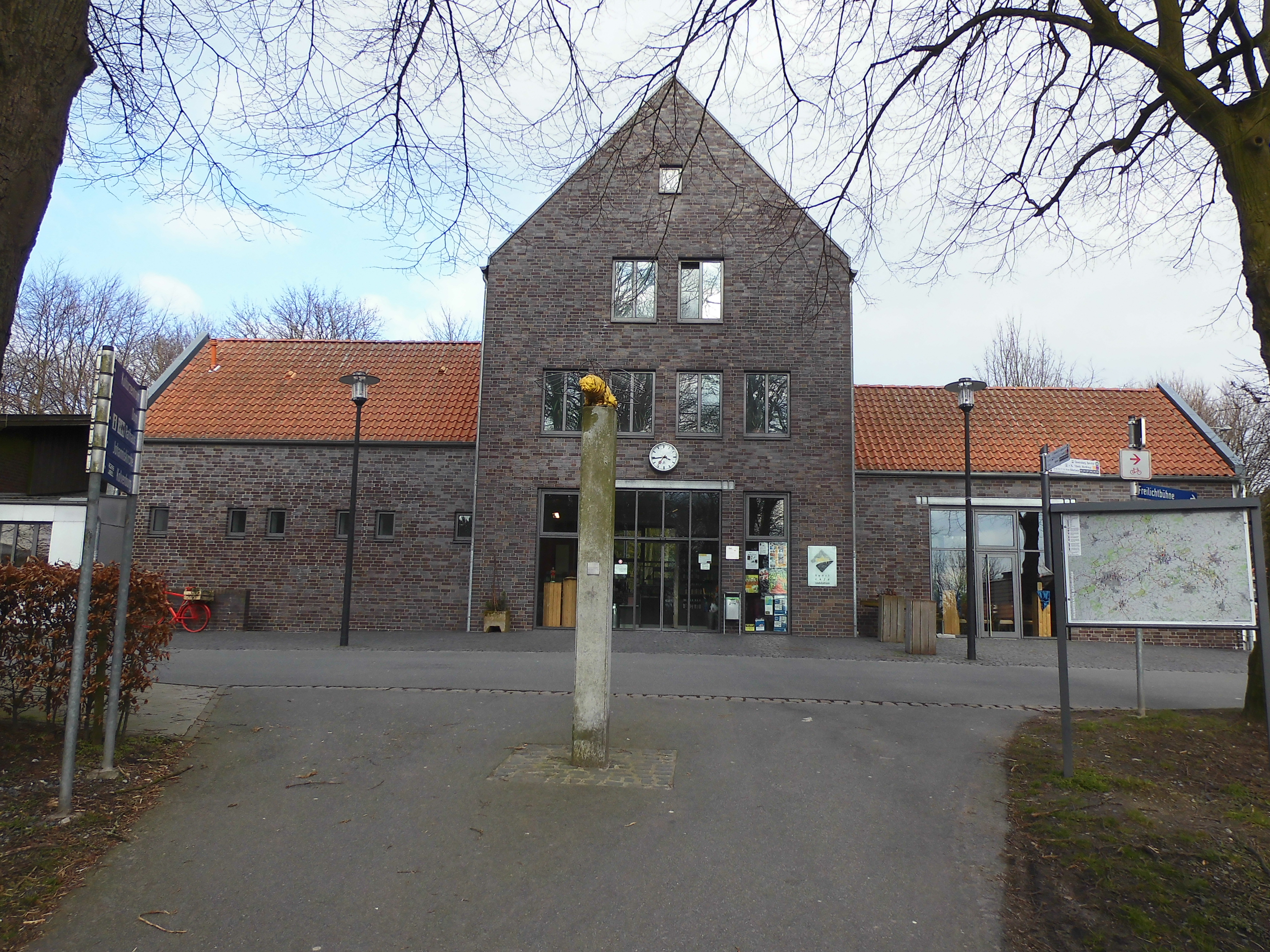
Bahnhof Billerbeck

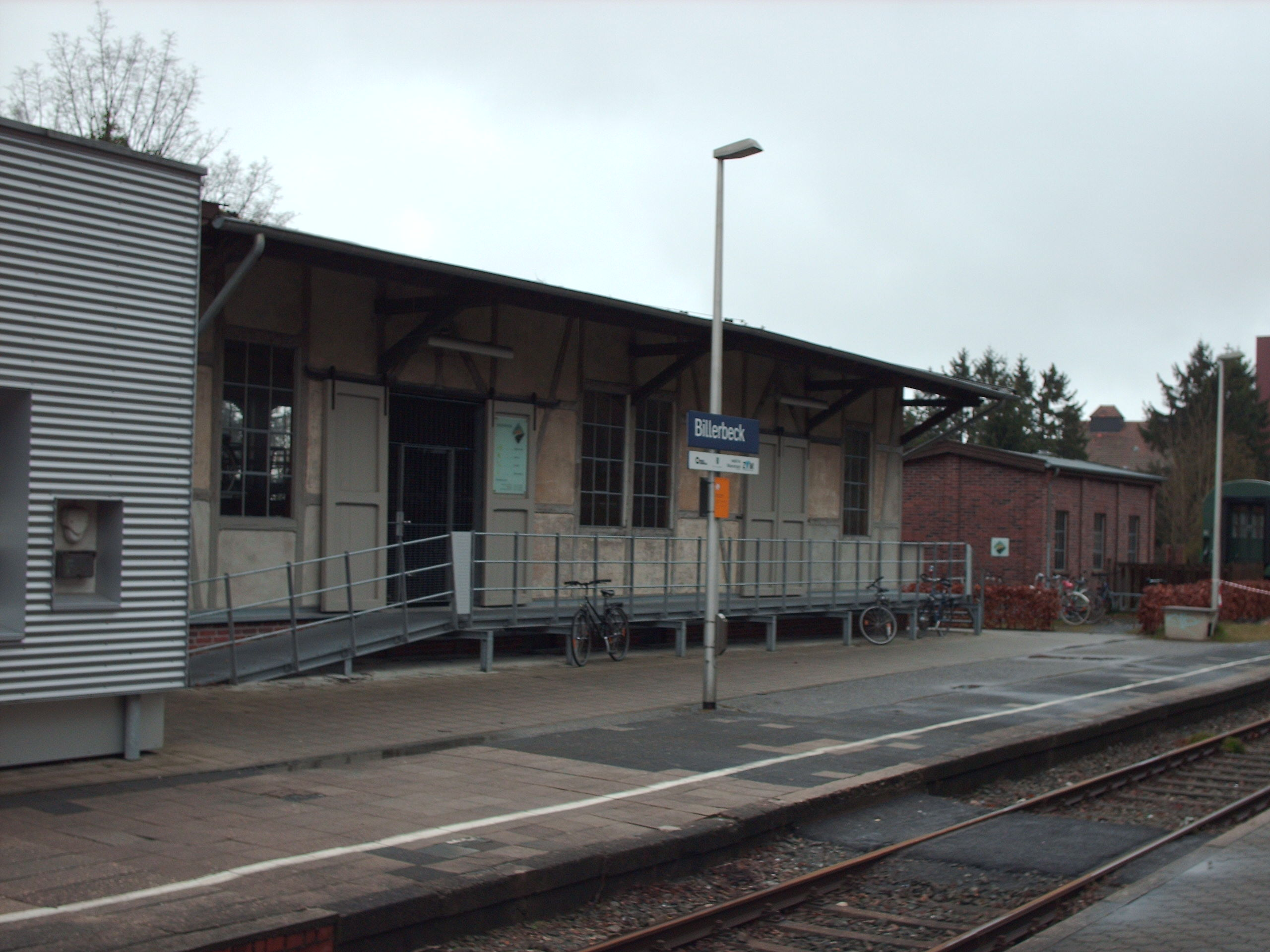
Bahnhof, historische Lagerhalle und historischer Lokschuppen

Im Straßenverkehr ist Billerbeck auf den Autobahnen A 43 (von Münster: Abfahrt Nottuln, Billerbeck, von Wuppertal: Abfahrt Dülmen), A 31 (Abfahrt Gescher, Coesfeld) und A 1 (Abfahrt Münster-Nord über Havixbeck) zu erreichen.
Billerbeck liegt an der Strecke Münster–Coesfeld, die auch als Baumbergebahn bezeichnet wird. Das renovierte Bahnhofsgebäude beherbergt ein Kulturcafé und eine Fahrradmietstation. Bedient wird der Bahnhof im Personenverkehr von der Linie RB 63.
| Linie | Verlauf | Takt                                            |
| ----- | --- | ----------------------------------------------- |
| RB 63 | Baumberge-Bahn: Coesfeld (Westf) – Coesfeld Schulzentrum – Lutum (stündlich) – Billerbeck – Havixbeck – Münster-Roxel – Münster-Mecklenbeck – Münster (Westf) Hbf (– Münster Zentrum Nord) (nur wochentags) Stand: Fahrplanwechsel Dezember 2023 | 60 min 30 min (Coesfeld–Münster Hbf wochentags) |

Ein weiterer Bahnhof befindet sich in Lutum.
Billerbeck gehört dem Verkehrsverbund VGM an. Am 1. August 2017 ging dieser im Westfalentarif auf.

### Ansässige Unternehmen
Der größte Arbeitgeber in Billerbeck ist die von Wolfgang Suwelack gegründete Firma Dr. Suwelack mit 410 Mitarbeitern. Sie ist auf dem Sektor der Nahrungsmittelproduktion und der Hautpflegeprodukte tätig. Neben einer mittelständischen metallverarbeitenden Industrie gibt es auch eine Vielzahl von Handels- und Handwerksbetrieben sowie Dienstleistungsunternehmen, beispielsweise sieben Friseure, drei Bestattungsunternehmen, eine Marketingagentur und eine Filmproduktion. Strumpf Dirks ist Weltmarktführer für Trachtensocken.
Billerbeck ist anerkannter Erholungs- und Wallfahrtsort, dadurch ist der Tourismus ein wichtiger Wirtschaftszweig. Naherholungssuchende, Radfahrergruppen und Busreisende bringen Kaufkraft nach Billerbeck.

### Daseinfürsorge
Ein Krankenhaus existiert nicht mehr in Billerbeck. Das ehemalige Krankenhaus ist inzwischen ein Pflegeheim. Das nächstgelegene  Akutkrankenhaus ist das Krankenhaus in Coesfeld. Es gibt mehrere Hausarztpraxen, Zahnärzte sowie eine gynäkologische Praxis. Es existiert eine Rettungswache die derzeit (2019) vom DRK Kreisverband Coesfeld e. V. betrieben wird. Dort wird 24 Stunden am Tag ein Rettungswagen vorgehalten. Seit 2020 ist dort ein zusätzlicher Tages-RTW (12 Stunden) stationiert. Außerdem unterhält der DRK-Ortsverein Billerbeck e. V. ein ehrenamtliches First-Responder-System bei dem auch die Freiwillige Feuerwehr Billerbeck unterstützt wird. Darüber hinaus stehen in Billerbeck Teileinheiten der Einsatzeinheit NRW COE01. Das DRK Billerbeck stellt hier Teile der Betreuungsgruppe sowie zusätzlich Personal für die IuK-Gruppe des DRK KV Coesfeld zur Führungsunterstützung des DRK.

### Medien
In Billerbeck erscheint der 1874 gegründete Billerbecker Anzeiger, der seit 1972 zum Verlag J. Fleißig in Coesfeld gehört.

## Bildung
Billerbeck verfügt über eine vier- bis fünfzügige Grundschule. Die Schule verteilt sich auf das größere Johannisgebäude und das kleinere Ludgerigebäude. Bis 2016 gab es je eine Real- und Hauptschule, die mit dem Schuljahr 2016/17 vollständig in der Gemeinschaftsschule aufgegangen sind, sowie fünf Kindergärten und zwei Tagesstätten.
Der Rat beschloss 2011 das Auslaufen der beiden weiterführenden Schulen. Zum Schuljahr 2011/12 nahm die „Schule für Alle“ im Rahmen des NRW-Schulversuches „Gemeinschaftsschule“ ihre Arbeit auf. Sie ist eine integrative Ganztagsschule für Kinder jeder Schulformempfehlung und verfolgt reformpädagogische Ansätze der Individualisierung des Unterrichts.
Zum Schuljahr 2018/2019 wurde die Anne-Frank-Gesamtschule in Havixbeck um einen Teilstandort mit zwei Zügen in der Sekundarstufe I in Billerbeck erweitert. Die Geschwister-Eichenwald-Gemeinschaftsschule in Billerbeck wird aufgelöst und nimmt keine neuen Schüler mehr auf.
- Grundschule: Katholische Ludgeri-Grundschule
- Gemeinschaftsschule: Geschwister-Eichenwald-Schule Billerbeck
- Gesamtschule: Anne-Frank-Gesamtschule – Standort Billerbeck[28]

## Religionen
Billerbeck ist ein Wallfahrtsort. Der erste Bischof von Münster, der heilige Liudger, wird in Billerbeck verehrt. Der Hl. Liudger ist am 26. März 809 in Billerbeck gestorben.
In Billerbeck gibt es eine katholische und eine evangelische Gemeinde.
Die Pfarr- und Propsteigemeinde St. Johann/St. Ludgerus Billerbeck findet ihre Wurzeln im 8. Jahrhundert und reichen bis vor das Wirken des Hl. Ludgerus (Liudger) zurück. Sowohl der neugotische Ludgerus-Dom (erbaut 1892–1898) als auch die spätromanische St.-Johannis-Kirche sind sehenswert.
Von großer, weit über Billerbeck hinausreichender Bedeutung ist auch die Benediktiner-Abtei St. Joseph zu Gerleve. Sie gehört der Beuroner Kongregation an. Seit 2020 steht Andreas Werner als Abt an der Spitze der Abtei. Zur Abtei gehören unter anderem ein Exerzitienhaus, eine Jugendbildungsstätte und eine Buchhandlung.
Das Evangelische Kirchenzentrum „Vom Guten Hirten“ in Billerbeck wurde 1974 eingeweiht. Es ist eine neuzeitlich gestaltete Anlage mit angegliedertem Pfarrzentrum. Das Kirchenzentrum ersetzt die vom Lutherischen Weltbund gestiftete ehemalige Diasporakapelle, eine von Otto Bartning größtenteils aus Holz erbaute Notkirche.
Am Ortsausgang in Richtung Rorup befindet sich der jüdische Friedhof Billerbeck. In der Münsterstraße 2 wurde der ehemalige Gebetsraum der jüdischen Familien in Billerbeck als Gedenkort eingerichtet.

## Persönlichkeiten aus Billerbeck

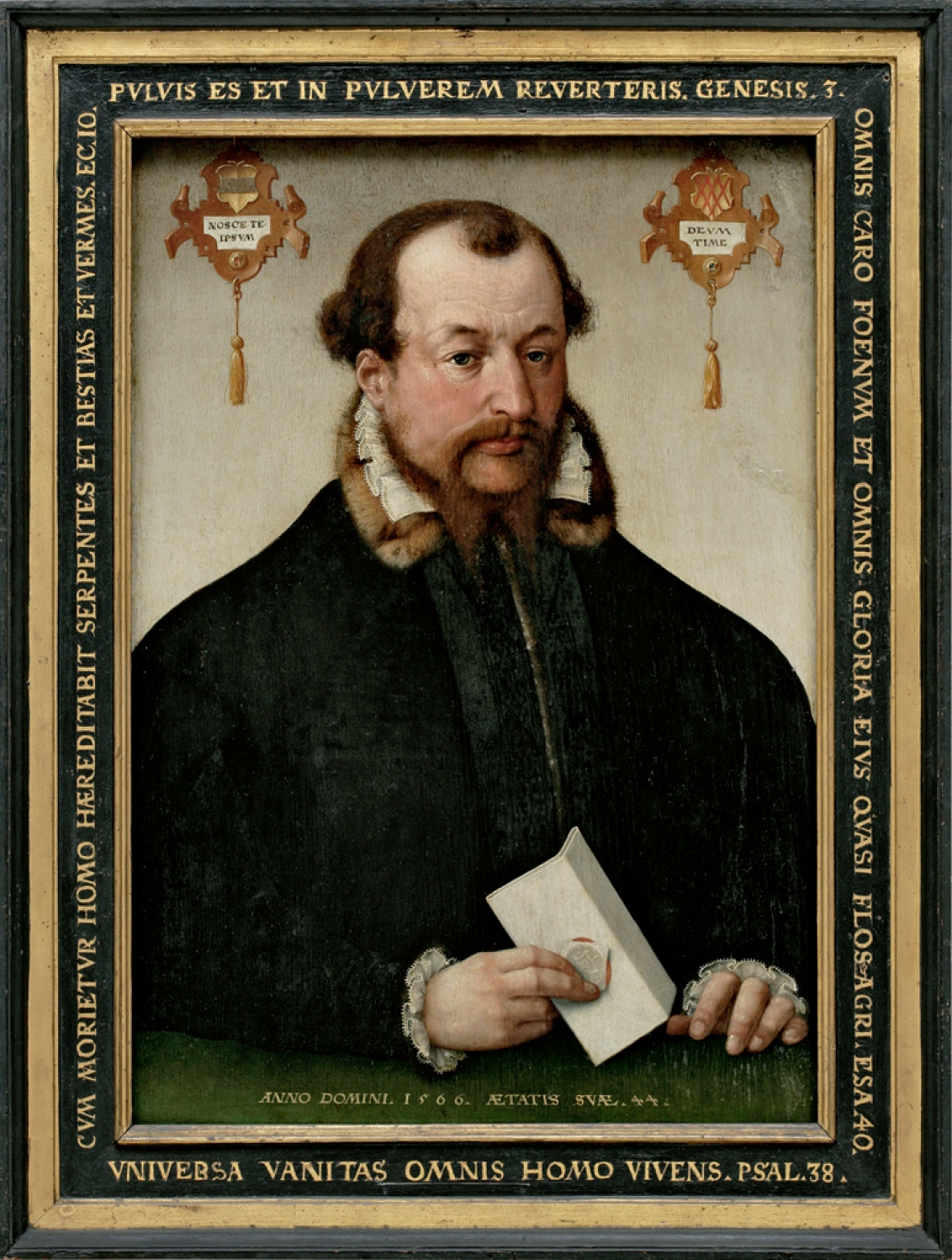
Gottfried von Raesfeld im Jahr 1566, gemalt von Hermann tom Ring

- Bernhard von Raesfeld (1508–1574), Fürstbischof von Münster
- Gottfried von Raesfeld (1522–1586), Domdechant von Münster
- Friedrich Julius Ludwig von Restorff (1783–1848), preußischer Offizier
- Georg Anton Brinkmann (1796–1856), Geistlicher
- Franz Vormann (1868–1929), Steyler Missionar, Mitbegründer der katholischen Mission und Kirche in Neuguinea
- Josef Suwelack (1850–1929), Unternehmer und Pionier
- Anton Knüppel (1880–1940), Kirchenmusiker
- Josef Suwelack (1888–1915), Jagdpilot im Ersten Weltkrieg
- Helmut Elfring (1933–2019), Politiker (CDU) und Abgeordneter im nordrhein-westfälischen Landtag
- Ludger Hölker (1934–1964), Oberleutnant der Luftwaffe
- Wolfgang Suwelack (* 1937), Unternehmer
- Jörg Heydemann (* 1941), Bildhauer und Objektkünstler
- Servatius Maeßen (* 1944), Generalmajor der Luftwaffe der Bundeswehr
- Peter Ilisch (1947–2023), Historiker und Numismatiker
- Franz-Josef Kortüm (* 1950), Manager
- Klaus Otto Nagorsnik (1955–2024), Quizspieler und Bibliothekar
- Robert Kretzschmar (1961–2012), Jazz- und Bluesmusiker
- Margret Mergen (* 1961), Oberbürgermeisterin von Baden-Baden
- Guido Fleige (* 1964), Fußballspieler
- Helmut Geuking (* 1964), Politiker (Familien-Partei Deutschlands), ehemaliges Mitglied des Stadtrats von Billerbeck, Europaabgeordneter 2019–2024
- Jan Ammann (* 1975), Musicaldarsteller
- Niels Geuking (* 1992), Politiker (Familien-Partei Deutschlands), Mitglied des Stadtrats von Billerbeck, Europaabgeordneter seit 2024
- Michel Heßmann (* 2001), Radrennfahrer